# Cena (tribut)
|  | Per al darrer àpat de Jesucrist amb els seus deixebles, vegeu Sant Sopar. |

La cena era un tribut pagat al rei, a la baixa edat mitjana, pels municipis del patrimoni reial, per monestirs, llocs d'ordes militars i comunitats jueves i musulmanes.
Deriva del dret d'alberga.
Hom diferenciava la cena de presència (que només era cobrada per allà on passava el rei) de la cena d'absència (cobrada regularment en tots els llocs esmentats més amunt).
El procurador o el governador general de Catalunya també tenien dret a un tribut de cena, bé que amb un valor tres vegades més petit que el que rebia el rei.